# Robin Forsyth
Robin Forsyth (* 18. Januar 1981) ist ein ehemaliger australisch-südafrikanischer Eishockeyspieler, der zuletzt beim Mustangs IHC aus Melbourne in der Australian Ice Hockey League spielte.

## Karriere
Robin Forsyth, der sowohl die australische als auch die südafrikanische Staatsbürgerschaft besitzt, begann seine Karriere bei den Blades in seiner südafrikanischen Heimat. Später spielte er bei den Melbourne Mustangs in der Australian Ice Hockey League, wo er 2014 seine Karriere beendete.

### International
Forsyth stand zunächst bei der U-20-Weltmeisterschaft 2001 für Südafrika in der Division III auf dem Eis. Anschließend dauerte es zwölf Jahre, bis er erstmals für die Herren-Nationalmannschaft nominiert wurde: Bei der Weltmeisterschaft 2013 gehörte er zum Kader der Südafrikaner, die beim Heimturnier in Kapstadt den Aufstieg in die Division II schafften. Dort spielte er dann bei der Weltmeisterschaft 2014.

## Erfolge und Auszeichnungen
- 2013 Aufstieg in die Division II, Gruppe B, bei der Weltmeisterschaft der Division III